# Estació de l'any

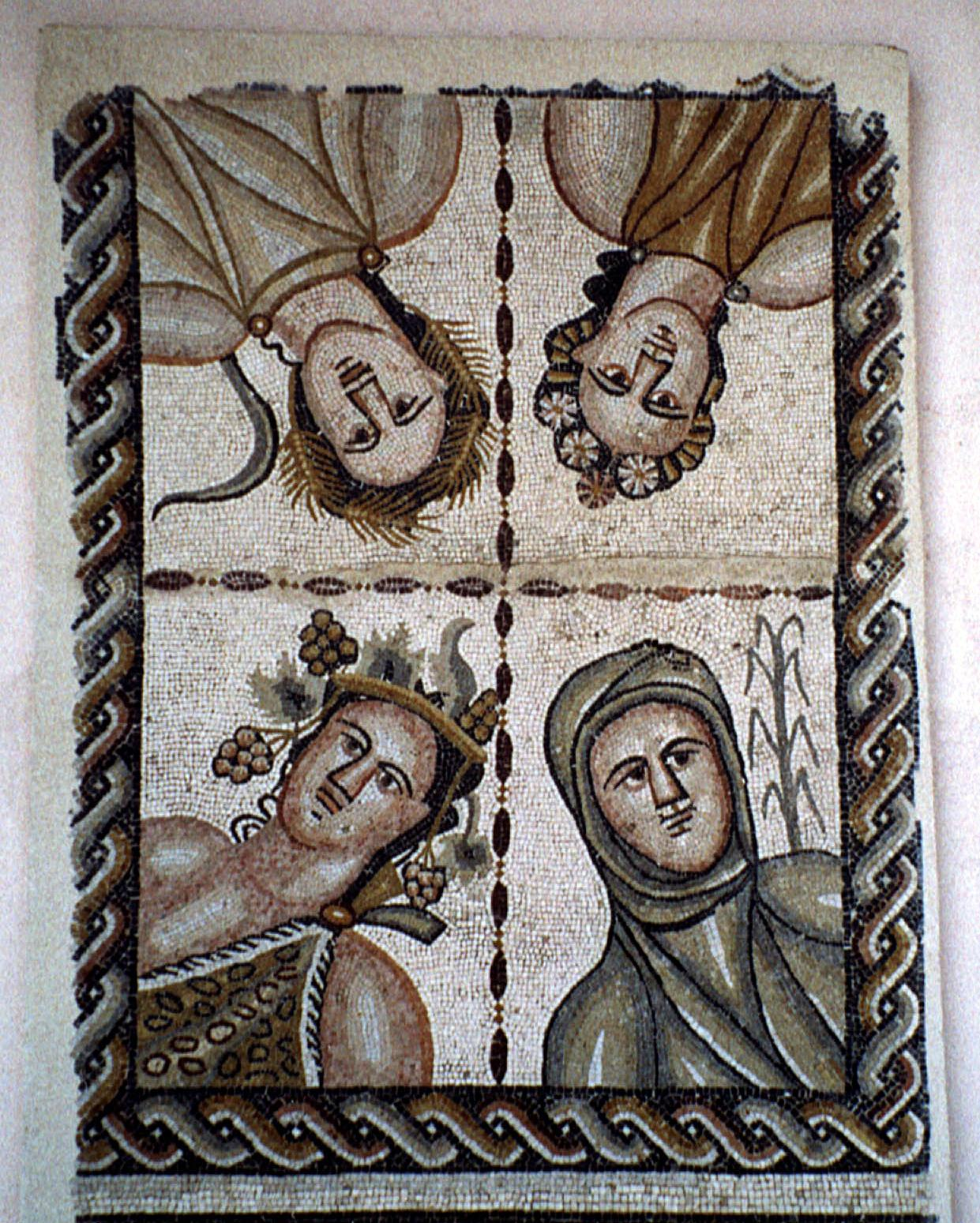
Mosaic romà representant les quatre estacions.

Les estacions, saons o "els quatre temps de l'any" són els períodes de l'any en els quals les condicions climatològiques imperants es mantenen en una determinada regió, dintre d'un cert rang. En les regions temperades i subpolars, hi ha quatre estacions reconegudes amb una durada aproximada de tres mesos: hivern, primavera, estiu i tardor.
Les regions càlides tenen dues o tres estacions; l'estació humida i l'estació seca, i, en algunes regions tropicals, l'estació freda o suau.

## Les quatre estacions
Les quatre estacions tradicionals tenen el seu inici i final marcats per esdeveniments astronòmics (equinoccis i solsticis).
- Primavera (entre l'equinocci de primavera i el solstici d'estiu).
- Estiu (entre el solstici d'estiu i l'equinocci de tardor).
- Tardor (entre l'equinocci de tardor i el solstici d'hivern).
- Hivern (entre el solstici d'hivern i l'equinocci de primavera).[2]

Degut a la inèrcia tèrmica de l'atmosfera terrestre i els seus oceans el clima de cada regió està desfasat lleugerament pel que fa als períodes de major i menor insolació.

## Causes i efectes

### Inclinació de l'eix

Figura 1
Aquest diagrama il·lustra com la llum del sol és escampada en una superfície major en les regions polars. A més de la densitat de llum incident, la dissipació de la llum en l'atmosfera és major quan penetra en un angle petit.

La causa principal de les estacions de l'any és el fet que l'eix de rotació de la terra està inclinat respecte al seu pla orbital amb un angle d'aproximadament 23,5 graus. Aquest eix es troba sempre inclinat de la mateixa manera —excepte el fenomen de la precessió— i per tant, l'hemisferi nord i l'hemisferi sud són desigualment il·luminats pel Sol.
L'efecte de la inclinació de l'eix és observable en el canvi de la durada del dia i la culminació del Sol (l'altitud del Sol al migdia) durant l'any. Un angle petit de la radiació provinent del Sol durant els mesos d'hivern provoca que aquesta es reparteixi sobre una major part de superfície a la Terra, per tant, la llum rebuda és més indirecta i amb menys intensitat. A menor intensitat de llum, menys capacitat per a escalfar el sòl.
En qualsevol moment de l'any, els hemisferis nord i sud sempre experimenten estacions oposades. La causa és que una part del planeta és exposada als rajos del Sol de forma més directa que l'altra (vegeu la figura 1), i aquesta exposició s'alterna a mesura que la Terra gira a la seva òrbita. Cada sis mesos la situació s'inverteix.

#### Solstici d'estiu i d'hivern
Els dos moments en què l'equador celeste té la màxima inclinació respecte el Sol són els solsticis. Durant aproximadament la meitat de l'any, l'hemisferi nord s'inclina cap al Sol, amb la màxima inclinació al solstici d'estiu (al voltant del 21 de juny). El mateix passa a l'altra meitat de la Terra, però el moment de màxima inclinació en l'hemisferi sud és al solstici d'hivern (al voltant de 21 del desembre).

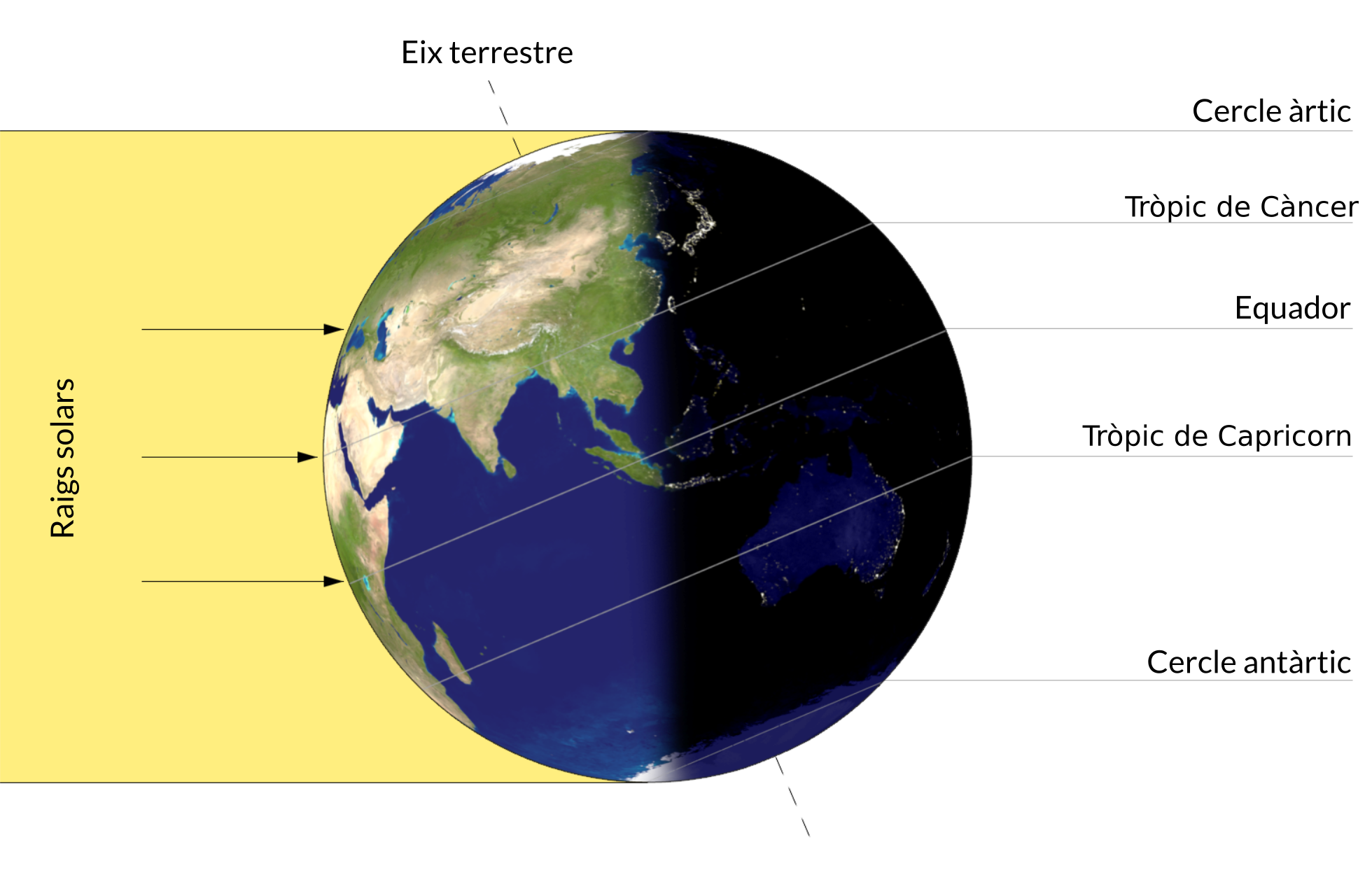
Il·luminació de la Terra pel sol al solstici d'estiu.
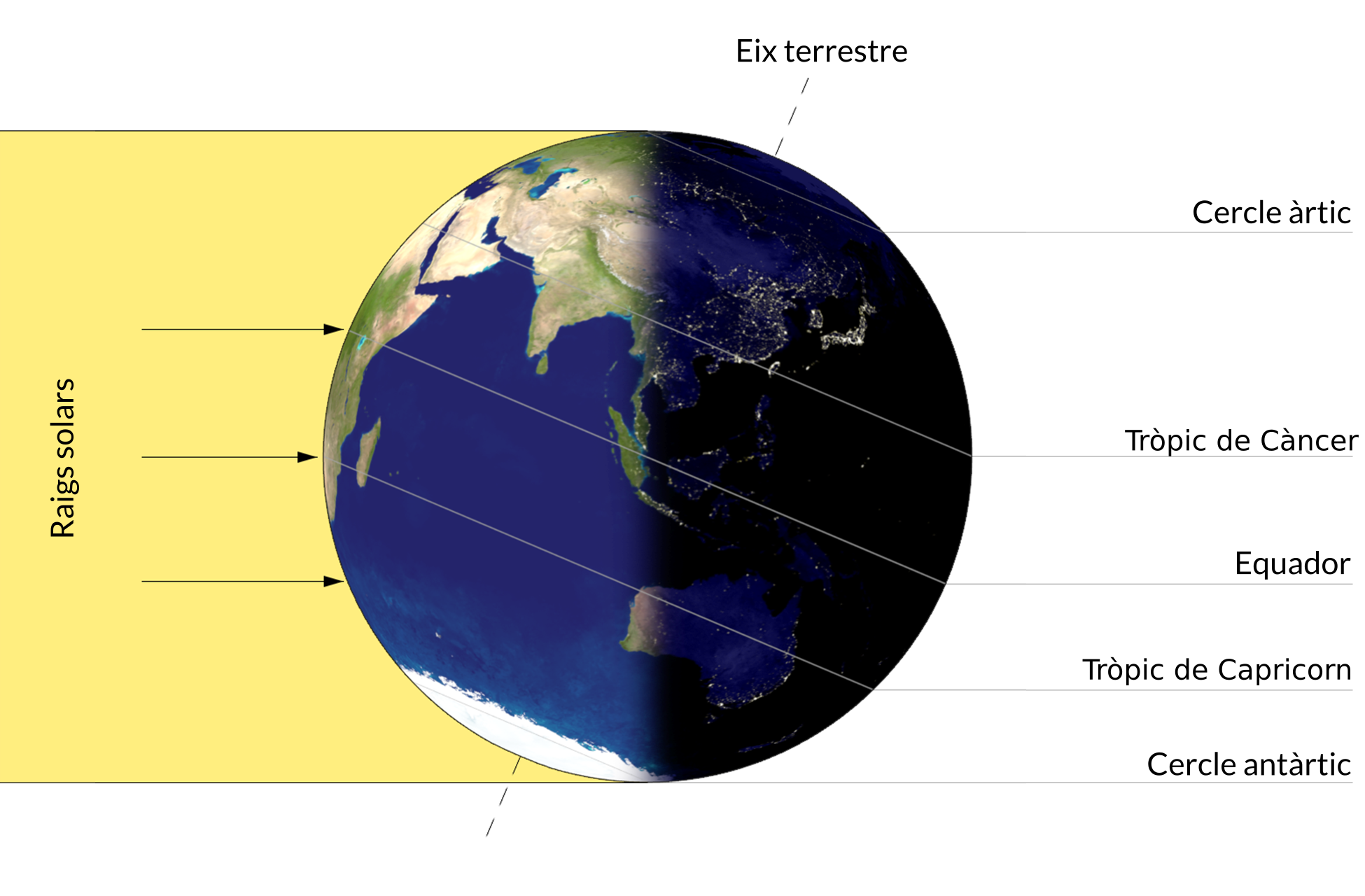
Il·luminació de la Terra pel sol al solstici d'hivern.
Incidència dels rajos solars a la Terra al solstici d'hivern.

#### Equinocci de primavera i de tardor
Els dos instants en què el Sol passa l'equador celeste són els equinoccis. En aquests moments, tant el pol nord com el pol sud de la Terra són just en el terminador, per la qual cosa el dia i la nit tenen la mateixa durada en els dos hemisferis. A l'equinocci de primavera (al voltant del 20 de març), comença la primavera a l'hemisferi nord, atès el dia cada vegada dura més, en canvi, a l'hemisferi sud comença la tardor, atès el dia es va escurçant. Així doncs, l'equinocci de tardor (al voltant del 23 de setembre) marca l'inici de la tardor a l'hemisferi nord i, en efecte, l'inici de la primavera a l'hemisferi sud.

La Terra il·luminada pel Sol durant un equinocci

### Òrbita el·líptica
Les estacions de l'any no són el resultat de la variació de la distància entre la Terra i el Sol causada per l'òrbita el·líptica. De fet, la Terra arriba al periheli (el punt de l'òrbita més proper al sol) al gener, i arriba a l'afeli (punt més llunyà del Sol) al juliol. Per tant, l'escassa contribució de l'excentricitat orbital s'oposa a la tendència de les temperatures en l'hemisferi nord. En general, l'excentricitat orbital afecta a les estacions en un 7% en la variació de la llum diària rebuda.
L'excentricitat orbital pot influir en les temperatures, però a la Terra, aquest efecte és petit i és contrarestat per altres factors; la recerca mostra que la Terra en conjunt és, de fet, lleugerament més càlida quan és més lluny del Sol. La causa d'això és que l'hemisferi nord té més terra que l'hemisferi sud, i la terra s'escalfa més fàcilment que el mar. Qualsevol intensificació notable de l'hivern i l'estiu en l'hemisferi sud a causa de l'òrbita el·líptica de la Terra és mitigada per l'abundància d'aigua en l'hemisferi sud.

## Moviment anual
El Sol forma un angle de 23,45º amb el pla de l'equador. zenit d'un observador equatorial quan passa per la intersecció d'ambdós plans, línia dels equinoccis, la qual cosa ocorre sobre el 20 o 21 de març quan el Sol passa de l'hemisferi sud al nord, i el 22 o 23 de setembre quan passa del nord al sud. Entre aquests dos moments, el dia 22 o 23 de juny el Sol arriba a l'hemisferi boreal la seva màxima declinació -distància angular a l'equador- el que ocorre per a l'hemisferi sud el 21 o 22 de desembre.
El dia que el Sol creua l'equador, el moviment de rotació de la Terra li fa descriure aparentment una trajectòria equatorial, estant 12h per dalt de l'horitzó i 12 per sota en qualsevol latitud. Si és març a partir d'aquesta data el Sol culmina més alt en els llocs de l'hemisferi nord i cada vegada més baix sobre l'hemisferi sud. Els dies s'allarguen al nord i s'escurcen al sud. Per si no n'hi hagués prou, els raigs solars cauen cada vegada més perpendiculars al nord i més rasants al sud. La conseqüència d'aquest procés és un escalfament primaveral del nord i un refredament tardorenc del sud, la qual cosa prossegueix fins al 22 de juny. En aquesta data el Sol passa pel solstici d'estiu i s'inicia al nord aquest estació mentre al sud comença l'hivern.
El Sol aquest dia arriba en l'hemisferi nord a la seva màxima altura sobre l'horitzó arribant al migdia el zenit al tròpic de Càncer, és a dir el paral·lel 23° 27′ N. Totes les regions situades a latitud major que 66° 33′ N (corresponents al cercle polar àrtic) reben permanentment la llum del Sol. A la resta de l'hemisferi, els dies són els més llargs i les nits les més curtes. A l'hemisferi austral per contra la situació és totalment la contrària, és hivern, els dies curts i les nits llargues, al cercle polar antàrtic és nit permanent.
A partir d'aquesta data, la declinació solar disminuïx i en conseqüència el sol culmina cada vegada a menor altura al nord i a major altura al sud. El 22, 23 de setembre el sol torna a estar en l'equador i els dies i les nits duren igual en els dos hemisferis. Les temperatures al nord han anat baixant i pujant al sud. A l'arribar el 21 de desembre entra l'hivern en l'hemisferi boreal i l'estiu en l'austral produint-se la situació inversa a la del 21 de juny. Finalment s'arriba al 21 de març on comença de nou el cicle anual. Aquest cicle presenta certes irregularitats inherents a l'òrbita terrestre que és una el·lipse amb el sol ocupant un dels focus.

## Duració de les estacions

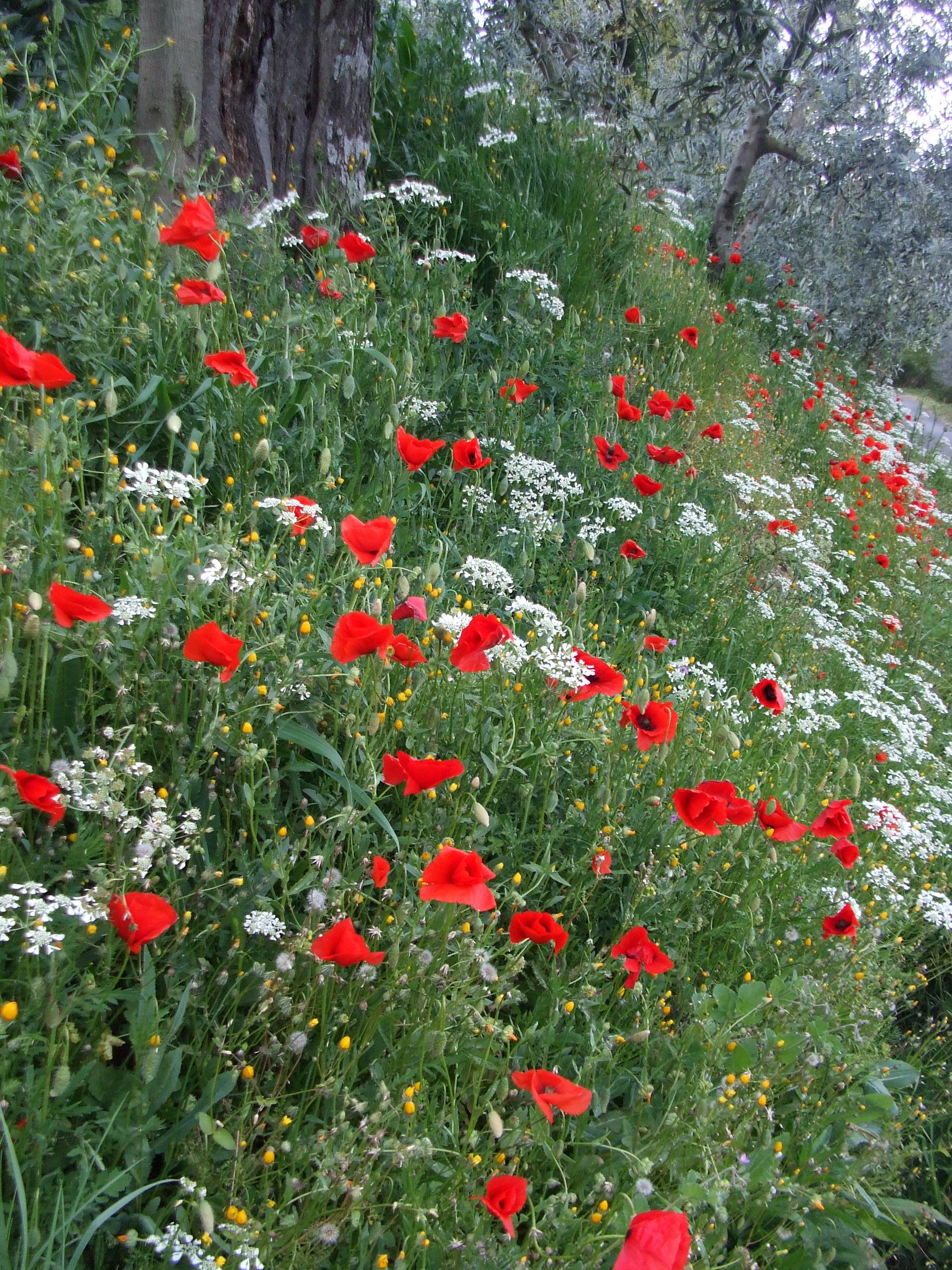
Imatge representativa de la primavera

Actualment, la línia dels solsticis forma amb l'eix major de l'el·lipse un angle de 10°, la línia dels solsticis i la dels equinoccis divideixen a l'el·lipse en 4 zones, corresponents a les estacions. Per la 2a llei de Kepler la velocitat areolar de la Terra en el seu gir al voltant del Sol és constant, per tant àrees més grans significa que les corresponents estacions tenen major durada. Aquesta és la causa que les estacions tinguin durada diferent:
| PRIMAVERA boreal= TARDOR austral | 92 dies 20 hores |
| ESTIU boreal= HIVERN austral     | 93 dies 15 hores |
| TARDOR boreal= PRIMAVERA austral | 89 dies 19 hores |
| HIVERN boreal= ESTIU austral     | 89 dies 0 hores  |

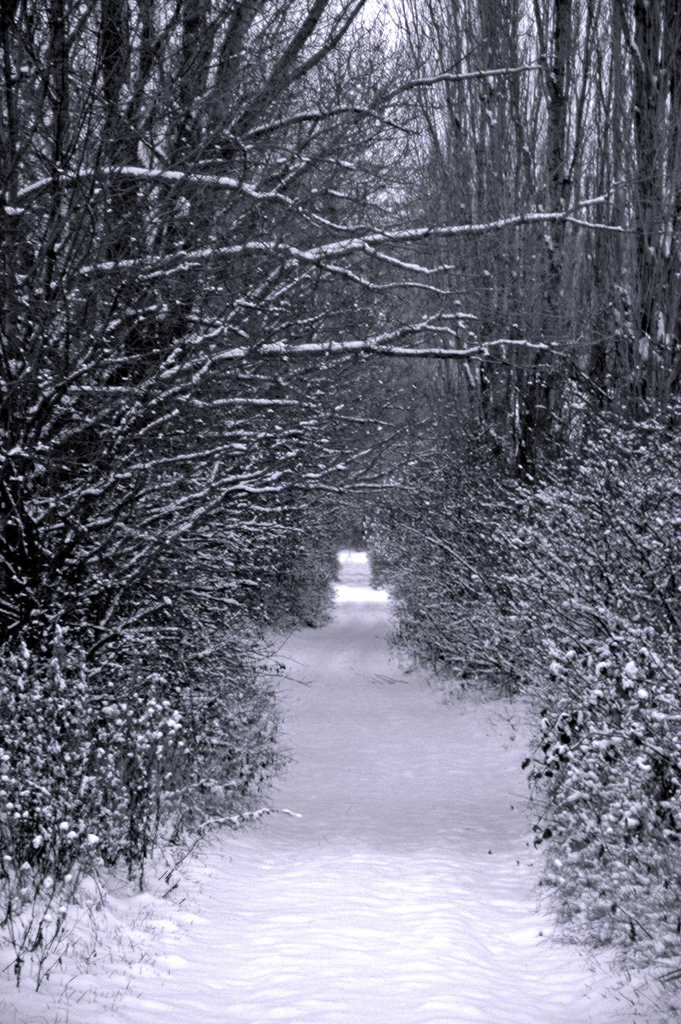
Imatge representativa de l'hivern

Així doncs, l'hemisferi boreal es beneficia d'una major durada de la insolació a la primavera i l'estiu. Aquest fenomen es troba parcialment compensat pel fet que la Terra arriba al seu màxim acostament al Sol el 3 o 4 de gener quan a l'hemisferi sud és estiu. En definitiva l'hemisferi nord rep un 7% d'insolació més que el sud, gaudint encara que en escassa proporció d'hiverns menys freds i estius menys calorosos que el Sud. La situació aquesta també compensada per altre fet no astronòmic, els mars més abundants en el Sud que en el Nord acumulen calories durant l'estiu i les cedeixen durant l'hivern per mitjà de l'atmosfera, gràcies a ells els hiverns són menys crus i els estius menys tòrrids.

## Començament de les estacions
Les estacions varien el seu inici perquè l'any civil dura 365 o 366 dies mentre l'any astronòmic o tròpic dura 365,2422 dies.
Com que un any de traspàs dura més que l'astronòmic, després d'un any bixest les estacions comencen més prompte. Després amb cada any normal les estacions retarden el seu inici unes 6 hores, de manera que en els tres anys normals retarden el seu inici 18 hores, fins que un nou any bixest torna el seu inici quasi al moment de començar el cicle.
Es calcula el començament de les estacions usant les fórmules següents:
Equinocci de primavera de l'any I:JD = 1721139,2855 +365,2421376*I +0,067919*(I/1000)²-0,0027879*(I/1000)3
Solstici d'estiu de l'any I:JD =1721233,2486 +365,2417284*I -0,053018*(I/1000)²+0,009332*(I/1000)3
Equinocci tardor de l'any I:JD =1721325,6978 +365,2425055*I -0,126689*(I/1000)²+0,0019401*(I/1000)3
Solstici d'hivern de l'any I:JD =1721414,392 +365,2428898*I -0,010965*(I/1000)²-0,0084885*(I/1000)3
Després cal convertir la data juliana al calendari gregorià. Restant les dates julianes s'obté la duració de les estacions, excepció feta de la duració de l'hivern; per a obtindre esta última se suma la quantitat aproximada de la duració de l'any tròpic 365,2422 al començament de la Primavera de l'any I obtenint la de l'any I+1 i es resta del començament de l'hivern.

## Les estacions a Mart
L'equador del planeta Mart està inclinat respecte al seu pla orbital un angle de 25,19º. Ambdós plans es tallen assenyalant una direcció que s'anomena punt vernal de Mart quan l'òrbita talla ascendentment l'equador del planeta. Ambdós punts es prenen com a origen de les longituds solars (aerocèntriques, en honor del déu Ares). Les mesures sobre l'òrbita o de les ascensions rectes As mesures sobre l'equador. La primavera comença en l'hemisferi nord en l'equinocci de primavera quan el Sol travessa el punt vernal passant de l'hemisferi sud al nord (Ls=0 i creixent). En el cas de Mart açò té també un sentit climàtic. Els dies i les nits duren igual i comença la primavera a l'hemisferi nord. Està dura fins que LS=90° solstici d'estiu en què el dia té una duració màxima a l'hemisferi nord i mínima al sud.
Anàlogament, Ls = 90°, 180°, i 270° indiquen per a l'hemisferi nord el solstici d'estiu, equinocci tardorenc, i el solstici hivernal, respectivament mentre que en l'hemisferi sud és al revés. Per ser la duració de l'any marcià aproximadament doble que el terrestre també ho és la duració de les estacions.
La diferència entre les seves duracions és major perquè l'excentricitat de l'òrbita marciana és molt major que la terrestre. Heus ací la duració de les quatre estacions a Mart:
| ESTACIÓ          | ESTACIÓ           | DURACIÓ A MART | DURACIÓ A MART | DURACIÓ TERRA |
| hemisferi boreal | hemisferi austral | Sols           | Dies           | Dies          |
| primavera        | tardor            | 194            | 199            | 92,9          |
| estiu            | hivern            | 178            | 183            | 93,6          |
| tardor           | primavera         | 143            | 147            | 89,7          |
| hivern           | estiu             | 154            | 158            | 89,1          |

La comparació amb les estacions terrestres mostra que, així com la duració d'estes difereix com a màxim en 4,5 dies, a Mart, a causa de la gran excentricitat de l'òrbita, la diferència arriba a ser primerament de 51 sols.

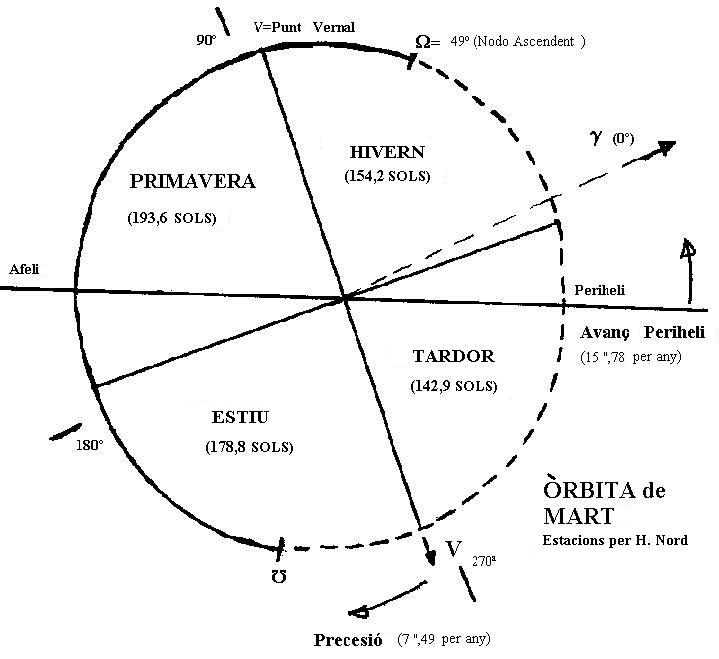
Estacions a Mart

Actualment, l'hemisferi nord gaudeix d'un clima més benigne que l'hemisferi sud. La raó és evident: l'hemisferi nord té tardors (143 dies) i hiverns (154 dies) curts i a més és quan el Sol està en el periheli la qual cosa donada l'excentricitat de l'òrbita del planeta, fa que siguen més benignes. A més a més, la primavera (194 dies) i l'estiu (178 dies) són llargs, però estant el Sol a l'afeli són més freds que els de l'hemisferi sud. Per a l'hemisferi sud la situació és la inversa. Hi ha, per tant, una compensació parcial entre ambdós hemisferis pel fet que les estacions de menys duració tenen lloc estant el planeta en el periheli i llavors rep del Sol més llum i calor. A causa de la retrogradació del punt vernal i a l'avanç del periheli, la situació es va decantant cada vegada més.
En 2.940 anys terrestres el periheli s'alinearà al solstici d'hivern. Carl Sagan va proposar el 1971, per a conciliar l'evident erosió hídrica amb l'actual escassetat de vapor d'aigua, la teoria del "llarg hivern". Amb l'alineació del periheli al solstici d'hivern, tindrem per a l'hemisferi nord, curts hiverns i molt benignes (per la seva proximitat al periheli) i llargs estius. Al revés en l'hemisferi sud. Això provocaria que l'extens i gruixut casquet polar nord, sigui transferit a través de l'atmosfera, al casquet polar sud. En l'operació, la major part dels gels d'aigua i CO₂ es trobarien en forma de vapor en l'atmosfera, produint un efecte hivernacle. S'elevaria la temperatura superficial, augmentaria la pressió i durant uns pocs milers d'anys s'interrompria el "llarg hivern" per a donar lloc a una "curta primavera". Al cap de 27.850 anys la situació s'invertiria.